# كارليس لاسمانيس
كارليس لاسمانيس (باللاتفية: Kārlis Lasmanis) (مواليد 8 أبريل 1994)، هُو لاعب كرة سلة لاتفي يُشارك مع منتخب لاتفيا لكرة السلة 3x3.
شارك كارليس لاسمانيس مع مُنتخب بلاده في دورة الألعاب الأولمبية الصيفية 2020، بحيث أحرزوا الميدالية الذهبية الخاصة بمُسابقة كُرة السلة 3x3.

## وصلات خارجية
- كارليس لاسمانيس على موقع fiba3x3.com (الإنجليزية)
- كارليس لاسمانيس على موقع ريلجم (الإنجليزية)
- كارليس لاسمانيس على موقع بروبوليرز (الإنجليزية)
- كارليس لاسمانيس على موقع اللجنة الأولمبية الدولية (الإنجليزية)
- كارليس لاسمانيس على موقع أوليمبيديا (الإنجليزية)